# Гутріна Тетяна Василівна
Тетяна Василівна Гутріна (29 квітня 1928, Дюрки — 27 квітня 1995, там же) — доярка колгоспу імені Калініна Атяшевського району Мордовської АРСР.

## Біографія
Народилася 29 квітня 1928 року в селі Дюрки (нині — Атяшевського району Республіки Мордовія) в селянській родині. Закінчила сільську школу.
У 1951-1968 роках працювала дояркою колгоспу імені Калініна в своєму селі. Домоглася високих результатів у роботі.
Указом Президії Верховної Ради СРСР від 22 березня 1966 року за досягнуті успіхи у розвитку тваринництва, збільшення виробництва і заготівель м'яса, молока, яєць, вовни та іншої продукції Гутріній Тетяні Василівні присвоєно звання Героя Соціалістичної Праці з врученням ордена Леніна і золотої медалі «Серп і Молот».
Заслужений працівник сільського господарства Мордовії. Жила в селі Дюрки. Померла 27 квітня 1995 року.
Нагороджена орденами Леніна, Жовтневої Революції, медалями.